# Bez konce (film)
Bez konce (festivalový název) je černohumorné romantické drama z roku 2008. Jedná se o první chorvatsko-srbskou koprodukci od rozpadu Jugoslávie. Děj se odehrává v okolí válečného veterána, který se zamiluje do srbské pornoherečky, kterou zná z minulosti. 

## Děj
Příběh vypráví chorvatský Rom Đuro. Mladý válečný veterán Martin si koupil na tržnici DVD s pornofilmem, ve kterém hrála srbskou herečka Desa v roli Červené Karkulky a Đuro v roli vlka. Martin vyhledá Đura, aby ho dovedl k Dese. Spolu jedou do Bělehradu, kde se dozví, že Desa pracuje jako prostitutka pro jednoho pasáka. Martin ji od pasáka vykoupí za 35 000 €, které vydělá prodejem map, a odveze ji do Chorvatska. Desa je zpočátku přesvědčená, že Martin je nyní její nový pasák. On s ní ale zachází jako s ženou, vaří za ní, dokonce jí i kupuje květiny k narozeninám. Je zmatená jeho chováním, ale on odmítá jí prozradit, proč se k ní tak chová. Nakonec se do sebe zamilují a stráví spolu několik vášnivých nocí.
Následuje série retrospektivních scén, které odhalují, proč Martin Desu vykoupil. Ukazuje se, že Martin cítí vinu, protože byl během občanské války odstřelovačem, který sledoval její dům, protože měl rozkaz zabít jejího manžela, vysokého srbského důstojníka, kterého nakonec zastřelil, Desu však zastřelit nedokázal. Mezitím vyjde také najevo, jaké mapy Martin prodával, aby vydělal peníze na vykoupení Desy. Prodával pozůstalým mapy hrobů, kde jsou pohřbeni vojáci padlí během války. Mapy však ukradnul svému bývalému veliteli, který se časem dozví, proč nikdo nechce jeho mapy koupit a chce se Martinovi pomstít.
Nakonec vychází najevo také pravý důvod, proč se Martin rozhodnul právě nyní, že vyhledá Desu. Martin trpí nevyléčitelnou smrtelnou nemocí, zbývá mu několik měsíců života a Dese chce vše odkázat. Desu to ale naštve, protože nechce znovu zažít ztrátu někoho blízkého a od Martina odejde. Vše končí tím, že se Đuro s Martinem setká a pozve ho na svou oslavu, kde se znovu setká s Desou. Z oslavy odejdou spolu a film zůstává s otevřeným pokračováním (bez konce).